# Świnice (województwo mazowieckie)
Świnice – wieś w Polsce położona w województwie mazowieckim, w powiecie żyrardowskim, w gminie Mszczonów.
W skład sołectwa Świnice wchodzi także wieś Marków-Świnice.
W latach 1975–1998 miejscowość położona była w województwie skierniewickim.
Na terenie miejscowości zlokalizowano Suntago Village: bazę noclegową parku wodnego Suntago - kompleks domków typu bungalow.

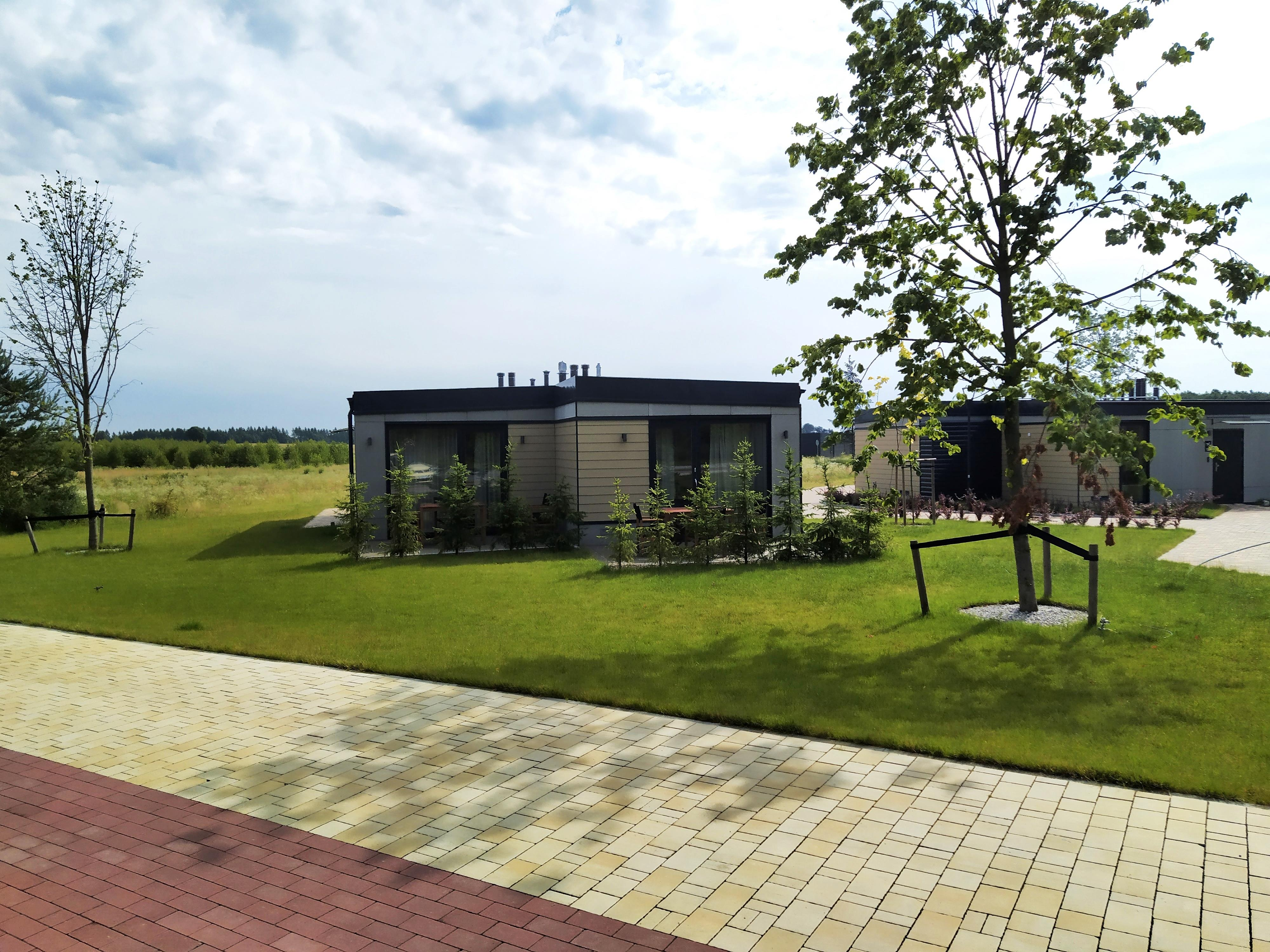
Suntago Village